# Liste der Botschafter der Vereinigten Staaten in Nicaragua

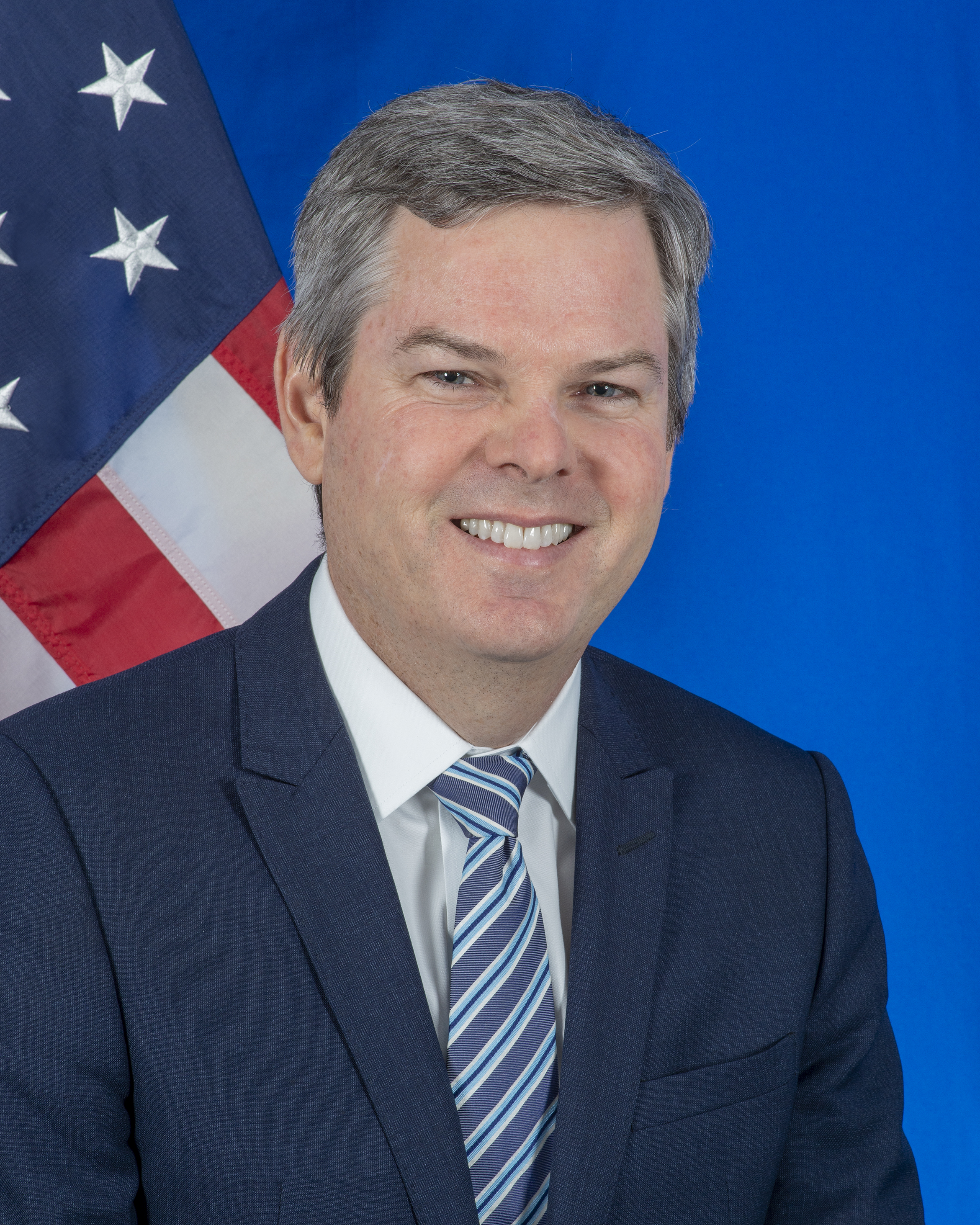
Kevin K. Sullivan, derzeitiger Botschafter in Nicaragua

Der Botschafter der Vereinigten Staaten von Amerika in Nicaragua ist der bevollmächtigte Botschafter (vor 1943 Envoy Extraordinary and Minister Plenipotentiary) der Vereinigten Staaten von Amerika in Nicaragua.

## Botschafter
| Amtszeit     | Name                          | Bemerkungen |
| ------------ | ----------------------------- | --- |
| 1851/52–1853 | John Bozman Kerr              | Chargé d’Affaires |
| 1853–1854    | Solon Borland                 | Envoy Extraordinary and Minister Plenipotentiary, auch akkreditiert bei den Regierungen Costa Ricas, El Salvadors, Guatemalas, und Honduras, stationiert in Managua                                    |
| 1855–1856    | John H. Wheeler               | Minister Resident |
| 1858–1859    | Mirabeau Buonaparte Lamar     | Minister Resident, auch akkreditiert bei der Regierung Costa Ricas, stationiert in Managua |
| 1859–1861    | Alexander Dimitry             | Minister Resident, auch akkreditiert bei der Regierung Costa Ricas, stationiert in Managua |
| 1861–1863    | Andrew B. Dickinson           | Minister Resident |
| 1863         | Thomas Hart Clay              | Minister Resident |
| 1863–1869    | Andrew B. Dickinson           | Minister Resident and Extraordinary |
| 1869–1873    | Charles N. Riotte             | Minister Resident |
| 1873–1879    | George McWillie Williamson    | Minister Resident, auch akkreditiert bei den Regierungen Costa Ricas, El Salvadors, Guatemalas, und Honduras, stationiert in Guatemala-Stadt                                                           |
| 1879–1882    | Cornelius Ambrose Logan       | Minister Resident, auch akkreditiert bei den Regierungen Costa Ricas, El Salvadors, Guatemalas, und Honduras, stationiert in Guatemala-Stadt                                                           |
| 1882–1889    | Henry Cook Hall               | Minister Resident, ab 1882 Envoy Extraordinary and Minister Plenipotentiary, auch akkreditiert bei den Regierungen Costa Ricas, El Salvadors, Guatemalas, und Honduras, stationiert in Guatemala-Stadt |
| 1889–1890    | Lansing B. Mizner             | Auch akkreditiert bei den Regierungen Costa Ricas, El Salvadors, Guatemalas, und Honduras, stationiert in Guatemala-Stadt                                                                              |
| 1891         | Romualdo Pacheco              | Auch akkreditiert bei den Regierungen Costa Ricas, El Salvadors, Guatemalas, und Honduras, stationiert in Guatemala-Stadt                                                                              |
| 1891–1893    | Richard Cutts Shannon         | Auch akkreditiert bei den Regierungen Costa Ricas und El Salvadors, stationiert in Managua |
| 1893–1897    | Lewis Baker                   | Auch akkreditiert bei den Regierungen Costa Ricas und El Salvadors, stationiert in Managua |
| 1899–1908    | William Lawrence Merry        | bis 1907 auch akkreditiert bei den Regierungen Costa Ricas und El Salvadors, stationiert in San José, darauf auch akkreditiert bei der Regierung Costa Ricas, stationiert in San Jose                  |
| 1908         | John Gardner Coolidge         | |
| 1909         | John Hanaford Gregory         | Chargé d’Affaires ad interim, USA bricht diplomatische Beziehungen aufgrund Hinrichtung zwei US-amerikanischer Bürger während einer Revolte gegen die nicaraguanische Regierung ab                     |
| 1911         | Elliott Northcott             | |
| 1912–1913    | George Thomas Weitzel         | |
| 1913–1921    | Benjamin Lafayette Jefferson  | |
| 1921–1925    | John Edward Ramer             | |
| 1925–1929    | Charles Christopher Eberhardt | |
| 1930–1933    | Matthew Elting Hanna          | |
| 1933–1936    | Arthur Bliss Lane             | |
| 1936–1938    | Boaz Walton Long              | |
| 1938–1941    | Meredith Nicholson            | |
| 1941–1942    | Pierre de Lagarde Boal        | |
| 1942–1945    | James Bolton Stewart          | ab 1943 Botschafter |
| 1945–1947    | William Fletcher Warren       | Diplomatische Beziehungen nach Coup in Nicaragua abgebrochen |
| 1948–1949    | George Price Shaw             | |
| 1949–1951    | Capus Miller Waynick          | |
| 1951–1961    | Thomas Edward Whelan          | |
| 1961–1967    | Aaron Switzer Brown           | |
| 1967–1970    | Kennedy McCampbell Crockett   | |
| 1970–1975    | Turner Blair Shelton          | |
| 1975–1977    | James Daniel Theberge         | |
| 1977–1979    | Mauricio Solaun               | |
| 1979–1981    | Lawrence A. Pezzulo           | |
| 1982–1984    | Anthony Cecil Eden Quainton   | |
| 1984–1987    | Harry Earl Bergold Jr.        | |
| 1988         | Richard Huntington Melton     | Von nicaraguanischer Regierung ausgewiesen |
| 1988–1990    | John P. Leonard               | Chargé d’Affaires ad interim |
| 1990–1992    | Harry Walter Shlaudeman       | |
| 1992–1993    | Ronald D. Godard              | Chargé d’Affaires ad interim |
| 1993–1996    | John F. Maisto                | |
| 1996–1999    | Lino Gutierrez                | |
| 1999–2002    | Oliver P. Garza               | |
| 2002–2005    | Barbara C. Moore              | |
| 2005–2008    | Paul A. Trivelli              | |
| 2008–2011    | Robert J. Callahan            | |
| 2012–2015    | Phyllis Marie Powers          | |
| 2015–2018    | Laura Farnsworth Dogu         | |
| 2018–        | Kevin K. Sullivan             | |